# Schistostephium
Schistostephium, biljni rod iz porodice glavočika, dio podtribusa Cotulinae. Sastoji se od desetak vrsta trajnica i manjih grmova rasprostranjenih po tropskoj i južnoj Africi

## Vrste
1. Schistostephium artemisiifolium Baker
2. Schistostephium crataegifolium (DC.) Fenzl ex Harv.
3. Schistostephium dactyliferum Hutch.
4. Schistostephium flabelliforme Less.
5. Schistostephium griseum Hutch.
6. Schistostephium heptalobum Oliv. & Hiern
7. Schistostephium hippiifolium Hutch.
8. Schistostephium mollissimum Hutch.
9. Schistostephium oxylobum S.Moore
10. Schistostephium radicale Killick & Claassen
11. Schistostephium rogersii Hutch.
12. Schistostephium rotundifolium Fenzl ex Harv.
13. Schistostephium umbellatum (L.f.) K.Bremer & Humphries

## Vanjske poveznice
|  | Zajednički poslužitelj ima još gradiva o temi Schistostephium |
|  | Wikivrste imaju podatke o taksonu Schistostephium             |